# Amigny-Rouy
Amigny-Rouy è un comune francese di 742 abitanti situato nel dipartimento dell'Aisne della regione dell'Alta Francia.

## Società

### Evoluzione demografica
Abitanti censiti